# Mount Isherwood
Mount Isherwood är ett berg i Antarktis. Det ligger i Västantarktis. Inget land gör anspråk på området. Toppen på Mount Isherwood är 402 meter över havet, eller 108 meter över den omgivande terrängen. Bredden vid basen är 2,3 km.
Terrängen runt Mount Isherwood är platt åt nordväst, men åt sydost är den kuperad. Trakten är obefolkad. Det finns inga samhällen i närheten.